# Molí de Baró (Isona i Conca Dellà)
El Molí de Baró és una obra de Isona i Conca Dellà (Pallars Jussà) inclosa a l'Inventari del Patrimoni Arquitectònic de Catalunya.

## Descripció
Estructura arquitectònica alçada amb murs de pedra escairada i morter.
La coberta, originalment a dos aigües, es troba enderrocada, de la matixa manera que els elements arquitectònics de l'interior. No obstant això, les parets resten en peu, donant testimoni de les diverses alçades que posseïa l'edifici, contenedor de la maquinària que feia funcionar el molí.
Es conserven les moles i el cacau.

## Història
Fitxa creada a partir del model F30 emplenat pels Agents Rurals (2015). Alta IPAC-VRA: 2016